# Borgo Maggiore
Borgo Maggiore este un oraș în San Marino. Are o suprafață de 9,01 km².